# Pożyczka Narodowa (1933)
Pożyczka Narodowa – długoterminowa pożyczka wewnętrzna rozpisana na podstawie rozporządzeń Prezydenta Rzeczypospolitej Polskiej Ignacego Mościckiego z dnia 5 września 1933 r. (Dz.U.R.P. Nr.67, poz. 503) i z dnia 27 października 1933 r. (Dz.U.R.P. Nr.84, poz. 611), jak również rozporządzenia Ministra Skarbu z dnia 7 września 1933 r. (Dz.U.R.P. Nr.67, poz. 507).
Powodem rozpisania pożyczki była bardzo zła sytuacja budżetu państwa po wielkim kryzysie. Przed jego wybuchem roczne dochody budżetowe wynosiły około 3 miliardy złotych, natomiast w lecie 1933 rząd miał już wiedzę o tym, że wyniosą one tylko 1,86 miliarda złotych (wszystko to mimo znacznego podwyższenia różnego rodzaju podatków, akcyz i opłat). Planowany deficyt wynosił 371 milionów złotych (około 20 procent budżetu). Z uwagi na słaby poziom wykupywania przez ludność obligacji emitowanych przez II Rzeczpospolitą, a także lęk przed dodrukiem pieniędzy i inflacją, prezydent Mościcki, na prośbę premiera Janusza Jędrzejewicza podpisał dekret zobowiązujący obywateli, by dla ratowania budżetu pożyczyli państwu polskiemu kwotę 120 milionów złotych, czyli 6 procent wydatków państwa.
Obligacje 6-procentowej pożyczki były zwolnione od wszelkich podatków i danin, zarówno państwowych, jak i samorządowych, nie podlegały zajęciom z żadnych tytułów, przyjmowane były według ich wartości nominalnej przez wszystkie kasy urzędów skarbowych na okoliczność spłat należności z tytułu podatków od spadków i darowizn oraz miały wszelkie prawa papierów pupilarnych. Obligacje były zaopatrzone w 20 kuponów półrocznych, które były wykupywane w terminach płatności w Banku Polskim, Banku Gospodarstwa Krajowego, Pocztowej Kasie Oszczędności, we wszystkich kasach urzędów skarbowych oraz innych instytucjach, wskazanych przez Ministra Skarbu. Podlegały jednorazowej spłacie po upływie dziesięciu lat od daty rozpisania. Obligacje, których nie przedstawiono do zapłaty w ciągu trzydziestu lat od dnia ich płatności, ulegać miały przedawnieniu. Obligacje były imienne i zgodnie z przepisami nie mogły być odstępowane bez zezwolenia Komisarza Generalnego Pożyczki Narodowej, którym był Anatol Minkowski.
Pożyczka przyniosła bardzo dobre wyniki. Obligacje w kwocie około 350 milionów złotych zakupiło około półtora miliona obywateli. Na zespół subskrybentów złożyły się wszystkie warstwy społeczne: pracownicy państwowi, samorządowi i prywatni, przemysłowcy i robotnicy, kupcy i rzemieślnicy, duchowieństwo, emeryci i inwalidzi, wolne zawody, rolnicy, młodzież szkół wyższych, średnich, powszechnych, a nawet dzieci. Dla urzędników państwowych i oficerów wykupienie pożyczki było obowiązkowe. W przypadku żołnierzy Wojska Polskiego, na życzenie marszałka Józefa Piłsudskiego, rozłożono kwotę zakupu na dziesięć rat (było to przyczyną krótkotrwałego sporu Piłsudskiego z Felicjanem Sławojem Składkowskim, który bez porozumienia z naczelnikiem zaproponował rozłożenie zakupu na sześć rat).